# Space Shanty
Space Shanty – jedyny album brytyjskiej grupy rockowej Khan, wydany w 1972 roku przez Deram Records. Utwory zarejestrowano pomiędzy grudniem 1971 a marcem 1972 roku w trzech londyńskich studiach nagraniowych (Command, Olympic, Tollington Park).

## Lista utworów
Opracowano na podstawie materiału źródłowego.
Wydanie LP:
Strona A
| Nr | Tytuł utworu                                                               | Muzyka                  | Długość |
| -- | -------------------------------------------------------------------------- | ----------------------- | ------- |
| 1. | „Space Shanty (incl. The Cobalt Sequence and March of the Sine Squadrons)” | Steve Hillage           | 8:59    |
| 2. | „Stranded (incl. Effervescent Psycho Novelty No.5)”                        | Hillage                 | 6:35    |
| 3. | „Mixed Up Man of the Mountains”                                            | Hillage, Nick Greenwood | 7:14    |
|    |                                                                            |                         | 22:48   |

Strona B
| Nr | Tytuł utworu                                       | Muzyka  | Długość |
| -- | -------------------------------------------------- | ------- | ------- |
| 1. | „Driving to Amsterdam”                             | Hillage | 9:22    |
| 2. | „Stargazers”                                       | Hillage | 5:32    |
| 3. | „Hollow Stone (incl. Escape of the Space Pirates)” | Hillage | 8:16    |
|    |                                                    |         | 23:10   |

Wydanie CD (Eclectic Discs 2004) – utwory dodatkowe:
| Nr | Tytuł utworu                                    | Muzyka             | Długość |
| -- | ----------------------------------------------- | ------------------ | ------- |
| 1. | „Break the Chains”                              | Hillage, Greenwood | 3:31    |
| 2. | „Mixed Up Man of the Mountains (First Version)” | Hillage, Greenwood | 4:28    |
|    |                                                 |                    | 7:59    |

## Twórcy
Opracowano na podstawie materiału źródłowego.
Muzycy:
- Steve Hillage – gitara, śpiew
- Nick Greenwood – gitara basowa, śpiew
- Eric Peachey – perkusja

Dodatkowi muzycy:
- Dave Stewart – organy, fortepian, czelesta, marimba

Produkcja:
- Neil Slaven – produkcja muzyczna
- Pete Booth – inżynieria dźwięku (Command Studios)
- George Chkiantz – inżynieria dźwięku (Olympic Studios)
- Derek Varnals – inżynieria dźwięku (Tollington Park Studios)
- David Anstey – ilustracja na okładce